# Federico II da Montefeltro
Federico Paolo Novello da Montefeltro (... – 1370 circa) fu conte di Urbino dal 1364 fino alla sua morte.

## Biografia
Era figlio di Nolfo da Montefeltro e di Margherita di Cante Gabrielli, Signore di Gubbio.

Stemma della famiglia Da Montefeltro

Nel 1360 fu in guerra contro l'esercito pontificio guidato da Anichino di Bongardo.
Suo figlio Antonio gli succedette alla guida del ducato.

## Discendenza
Sposò Teodora Gonzaga, figlia di Ugolino Gonzaga dei signori di Mantova, dalla quale ebbe cinque figli:
- Antonio (1348-1404), suo successore
- Nolfo
- Guido
- Galasso, religioso
- Figlia N.N., sposò Ferrantino Novello Malatesta (+ 1351).

## Ascendenza
|                            |                                           |                          | Genitori            |  |  | Nonni |  |  | Bisnonni               |  |  | Trisnonni                       |  |
|                            |                                           |                          |                     |  |  |       |  |  | Guido I da Montefeltro |  |  | Montefeltrano II da Montefeltro |  |
|                            |                                           |                          |                     |  |  |       |  |  | Guido I da Montefeltro |  |  | Montefeltrano II da Montefeltro |  |
|                            |                                           | …                        |                     |  |  |       |  |  | Guido I da Montefeltro |  |  |                                 |  |
| Federico I da Montefeltro  |                                           |                          |                     |  |  |       |  |  | Guido I da Montefeltro |  |  |                                 |  |
|                            |                                           | Manentessa di Ghiaggiolo | Guido di Ghiaggiolo |  |  |       |  |  |                        |  |  |                                 |  |
|                            |                                           | Manentessa di Ghiaggiolo | Guido di Ghiaggiolo |  |  |       |  |  |                        |  |  |                                 |  |
|                            |                                           | Manentessa di Ghiaggiolo | …                   |  |  |       |  |  |                        |  |  |                                 |  |
| Nolfo da Montefeltro       |                                           | Manentessa di Ghiaggiolo |                     |  |  |       |  |  |                        |  |  |                                 |  |
|                            |                                           | …                        | …                   |  |  |       |  |  |                        |  |  |                                 |  |
|                            |                                           | …                        | …                   |  |  |       |  |  |                        |  |  |                                 |  |
|                            |                                           | …                        | …                   |  |  |       |  |  |                        |  |  |                                 |  |
| …                          |                                           | …                        |                     |  |  |       |  |  |                        |  |  |                                 |  |
|                            |                                           | …                        | …                   |  |  |       |  |  |                        |  |  |                                 |  |
|                            |                                           | …                        | …                   |  |  |       |  |  |                        |  |  |                                 |  |
|                            |                                           | …                        | …                   |  |  |       |  |  |                        |  |  |                                 |  |
| Federico II da Montefeltro |                                           | …                        |                     |  |  |       |  |  |                        |  |  |                                 |  |
|                            | Pietro di Gabriello di Necciolo Gabrielli | …                        |                     |  |  |       |  |  |                        |  |  |                                 |  |
|                            | Pietro di Gabriello di Necciolo Gabrielli | …                        |                     |  |  |       |  |  |                        |  |  |                                 |  |
|                            | Pietro di Gabriello di Necciolo Gabrielli | …                        |                     |  |  |       |  |  |                        |  |  |                                 |  |
| Cante Gabrielli            | Pietro di Gabriello di Necciolo Gabrielli |                          |                     |  |  |       |  |  |                        |  |  |                                 |  |
|                            |                                           | …                        | …                   |  |  |       |  |  |                        |  |  |                                 |  |
|                            |                                           | …                        | …                   |  |  |       |  |  |                        |  |  |                                 |  |
|                            |                                           | …                        | …                   |  |  |       |  |  |                        |  |  |                                 |  |
| Margherita Gabrielli       |                                           | …                        |                     |  |  |       |  |  |                        |  |  |                                 |  |
|                            |                                           | …                        | …                   |  |  |       |  |  |                        |  |  |                                 |  |
|                            |                                           | …                        | …                   |  |  |       |  |  |                        |  |  |                                 |  |
|                            |                                           | …                        | …                   |  |  |       |  |  |                        |  |  |                                 |  |
| …                          |                                           | …                        |                     |  |  |       |  |  |                        |  |  |                                 |  |
|                            |                                           | …                        | …                   |  |  |       |  |  |                        |  |  |                                 |  |
|                            |                                           | …                        | …                   |  |  |       |  |  |                        |  |  |                                 |  |
|                            |                                           | …                        | …                   |  |  |       |  |  |                        |  |  |                                 |  |
|                            |                                           | …                        |                     |  |  |       |  |  |                        |  |  |                                 |  |